# Lost Daughters United
Lost Daughters United är ett internationellt nätverk för döttrar utan kontakt till sina fäder, grundad 2002. 
På nätverkets webbplats kan döttrar i alla åldrar, från alla länder, mötas och diskutera sina erfarenheter. Det läggs stor vikt på att motarbeta skam och skuldkänslor. Initiativtagare till projektet Maria Bäck (född i Göteborg, numera bosatt i Köpenhamn) startade nätverket och dess webbplats i mars 2004. 
Nätverket har haft stor succé och fungerar som mötesplats för "lost daughters" från många olika länder, i sin kamp mot offerrollen som en dotter avvisad av sin pappa. Maria Bäck, som också är dokumentärfilmare, har medverkat i många intervjuer både i Sverige, Danmark, Grekland, Finland och Kanada.